# Oenpelli
Oenpelli är en ort i Australien. Den ligger i kommunen West Arnhem och territoriet Northern Territory, omkring 240 kilometer öster om territoriets huvudstad Darwin. Antalet invånare är 881.
Trakten runt Oenpelli är nära nog obefolkad, med mindre än två invånare per kvadratkilometer.. Det finns inga andra samhällen i närheten. 
Omgivningarna runt Oenpelli är huvudsakligen savann. Genomsnittlig årsnederbörd är 1 625 millimeter. Den regnigaste månaden är januari, med i genomsnitt 458 mm nederbörd, och den torraste är juni, med 1 mm nederbörd.